# Liste der Nummer-eins-Hits in Irland (2013)
Dies ist eine Liste der Nummer-eins-Hits in Irland im Jahr 2013. Sie basiert auf den offiziellen Single und Album Top 100 der irischen Charts, die im Auftrag der Irish Recorded Music Association (IRMA) erstellt werden.

## Singles
| ← 2012 ← | Liste der Nummer-eins-Hits in Irland | Liste der Nummer-eins-Hits in Irland | Liste der Nummer-eins-Hits in Irland | 2014 →                    |
| \| Zeitraum \| Wo. ges. \| Interpret \| Titel Autor(en) \| Zusätzliche Informationen \| \| (Zeitraum, Wochen auf Platz eins, Interpret, Titel, Autor[en], zusätzliche Informationen) \| \| \| \| \| \| ----------------------------------------------------------------------------------------- \| -------- \| ---------------------------------- \| ---------------------------------------------------------------------------------------------------------------------------------------------------------------------- \| ------------------------- \| \| 13. Dezember 2012 – 16. Januar 2013 5 Wochen \| 5 \| James Arthur \| Impossible Ina Christine Wroldsen, Arnthor Birgisson \| – \| \| 17. Januar 2013 – 13. Februar 2013 4 Wochen \| 4 \| Will.i.am feat. Britney Spears \| Scream & Shout William Adams, Jean-Baptiste Kouame, Jef Martens, Tula Paulinea Contostavlos \| – \| \| 14. Februar 2013 – 20. Februar 2013 1 Woche \| 1 \| Macklemore & Ryan Lewis feat. Wanz \| Thrift Shop Ben Haggerty, Ryan S. Lewis \| – \| \| 21. Februar 2013 – 27. Februar 2013 1 Woche \| 1 \| One Direction \| One Way or Another (Teenage Kicks) Deborah Harry, Nigel Douglas Harrison, John Joseph O’Neill \| – \| \| 28. Februar 2013 – 20. März 2013 3 Wochen \| 3 \| Passenger \| Let Her Go Michael David Rosenberg \| – \| \| 21. März 2013 – 3. April 2013 2 Wochen \| 2 \| Kodaline \| High Hopes Mark Daniel Prendergast, Stephen Joseph Garrigan, Vincent Thomas May \| – \| \| 4. April 2013 – 10. April 2013 1 Woche \| 1 \| Pink feat. Nate Ruess \| Just Give Me a Reason Jeffrey Bhasker, Alecia B. Moore, Nathaniel Joseph Ruess \| – \| \| 11. April 2013 – 24. April 2013 2 Wochen \| 2 \| Bastille \| Pompeii Daniel Campbell Smith \| – \| \| 25. April 2013 – 15. Mai 2013 3 Wochen \| 3 \| Daft Punk feat. Pharrell Williams \| Get Lucky Pharrell L. Williams, Nile Rodgers, Guy-Manuel de Homem-Christo, Thomas Bangalter \| – \| \| 16. Mai 2013 – 3. Juli 2013 7 Wochen \| 7 \| Robin Thicke feat. T.I. & Pharrell \| Blurred Lines Pharrell L. Williams, Robin Thicke, Clifford Joseph Harris \| – \| \| 4. Juli 2013 – 21. August 2013 7 Wochen \| 7 \| Avicii \| Wake Me Up Aloe Blacc, Tim Bergling, Michael Aaron Einziger \| – \| \| 22. August 2013 – 28. August 2013 1 Woche (insgesamt 6) \| 6 \| Katy Perry \| Roar Bonnie Leigh McKee, Lukasz Gottwald, Henry Russell Walter, Max Martin, Katy Perry \| – \| \| 29. August 2013 – 4. September 2013 1 Woche \| 1 \| Finbar Furey \| The Last Great Love Song Gerry Fleming \| – \| \| 5. September 2013 – 9. Oktober 2013 5 Wochen (insgesamt 6) \| 6 \| Katy Perry \| Roar Bonnie Leigh McKee, Lukasz Gottwald, Henry Russell Walter, Max Martin, Katy Perry \| – \| \| 10. Oktober 2013 – 16. Oktober 2013 1 Woche (insgesamt 2) \| 2 \| Lorde \| Royals Ella Marija Lani Yelich O’Connor, Joel Little \| – \| \| 17. Oktober 2013 – 23. Oktober 2013 1 Woche \| 1 \| Birdy \| Wings Jasmine Lucilla Elisabeth van den Bogaerde, Ryan Benjamin Tedder \| – \| \| 24. Oktober 2013 – 30. Oktober 2013 1 Woche (insgesamt 2) \| 2 \| Lorde \| Royals Ella Marija Lani Yelich O’Connor, Joel Little \| – \| \| 31. Oktober 2013 – 6. November 2013 1 Woche \| 1 \| One Direction \| Story of My Life John Henry Ryan, Jamie Scott, Julian C. Bunetta, Niall James Horan, Zain Javadd Malik, Liam James Payne, Harry Edward Styles, Louis William Tomlinson \| – \| \| 7. November 2013 – 20. November 2013 2 Wochen \| 2 \| Eminem feat. Rihanna \| The Monster Marshall B. Mathers, Bryan G. Fryzel, Aaron L. Kleinstub, Robyn R. Fenty, Jonathan David Bellion, Bleta Rexha, Maki Athanasiou \| – \| \| 21. November 2013 – 18. Dezember 2013 4 Wochen \| 4 \| Lily Allen \| Somewhere Only We Know Timothy James Rice Oxley, Tom Chaplin, Richard David Hughes \| – \| \| 19. Dezember 2013 – 1. Januar 2014 2 Wochen \| 2 \| Sam Bailey \| Skyscraper Toby Gad, Lindy Robbins, Kerli Kõiv \| – \| |                                      |                                      | |                           |
| ← 2012 |                                      |                                      | | → 2014 →                  |
| Zeitraum | Wo. ges.                             | Interpret                            | Titel Autor(en) | Zusätzliche Informationen |
| (Zeitraum, Wochen auf Platz eins, Interpret, Titel, Autor[en], zusätzliche Informationen) |                                      |                                      | |                           |
| 13. Dezember 2012 – 16. Januar 2013 5 Wochen | 5                                    | James Arthur                         | Impossible Ina Christine Wroldsen, Arnthor Birgisson | –                         |
| 17. Januar 2013 – 13. Februar 2013 4 Wochen | 4                                    | Will.i.am feat. Britney Spears       | Scream & Shout William Adams, Jean-Baptiste Kouame, Jef Martens, Tula Paulinea Contostavlos                                                                            | –                         |
| 14. Februar 2013 – 20. Februar 2013 1 Woche | 1                                    | Macklemore & Ryan Lewis feat. Wanz   | Thrift Shop Ben Haggerty, Ryan S. Lewis | –                         |
| 21. Februar 2013 – 27. Februar 2013 1 Woche | 1                                    | One Direction                        | One Way or Another (Teenage Kicks) Deborah Harry, Nigel Douglas Harrison, John Joseph O’Neill                                                                          | –                         |
| 28. Februar 2013 – 20. März 2013 3 Wochen | 3                                    | Passenger                            | Let Her Go Michael David Rosenberg | –                         |
| 21. März 2013 – 3. April 2013 2 Wochen | 2                                    | Kodaline                             | High Hopes Mark Daniel Prendergast, Stephen Joseph Garrigan, Vincent Thomas May                                                                                        | –                         |
| 4. April 2013 – 10. April 2013 1 Woche | 1                                    | Pink feat. Nate Ruess                | Just Give Me a Reason Jeffrey Bhasker, Alecia B. Moore, Nathaniel Joseph Ruess                                                                                         | –                         |
| 11. April 2013 – 24. April 2013 2 Wochen | 2                                    | Bastille                             | Pompeii Daniel Campbell Smith | –                         |
| 25. April 2013 – 15. Mai 2013 3 Wochen | 3                                    | Daft Punk feat. Pharrell Williams    | Get Lucky Pharrell L. Williams, Nile Rodgers, Guy-Manuel de Homem-Christo, Thomas Bangalter                                                                            | –                         |
| 16. Mai 2013 – 3. Juli 2013 7 Wochen | 7                                    | Robin Thicke feat. T.I. & Pharrell   | Blurred Lines Pharrell L. Williams, Robin Thicke, Clifford Joseph Harris                                                                                               | –                         |
| 4. Juli 2013 – 21. August 2013 7 Wochen | 7                                    | Avicii                               | Wake Me Up Aloe Blacc, Tim Bergling, Michael Aaron Einziger | –                         |
| 22. August 2013 – 28. August 2013 1 Woche (insgesamt 6) | 6                                    | Katy Perry                           | Roar Bonnie Leigh McKee, Lukasz Gottwald, Henry Russell Walter, Max Martin, Katy Perry                                                                                 | –                         |
| 29. August 2013 – 4. September 2013 1 Woche | 1                                    | Finbar Furey                         | The Last Great Love Song Gerry Fleming | –                         |
| 5. September 2013 – 9. Oktober 2013 5 Wochen (insgesamt 6) | 6                                    | Katy Perry                           | Roar Bonnie Leigh McKee, Lukasz Gottwald, Henry Russell Walter, Max Martin, Katy Perry                                                                                 | –                         |
| 10. Oktober 2013 – 16. Oktober 2013 1 Woche (insgesamt 2) | 2                                    | Lorde                                | Royals Ella Marija Lani Yelich O’Connor, Joel Little | –                         |
| 17. Oktober 2013 – 23. Oktober 2013 1 Woche | 1                                    | Birdy                                | Wings Jasmine Lucilla Elisabeth van den Bogaerde, Ryan Benjamin Tedder                                                                                                 | –                         |
| 24. Oktober 2013 – 30. Oktober 2013 1 Woche (insgesamt 2) | 2                                    | Lorde                                | Royals Ella Marija Lani Yelich O’Connor, Joel Little | –                         |
| 31. Oktober 2013 – 6. November 2013 1 Woche | 1                                    | One Direction                        | Story of My Life John Henry Ryan, Jamie Scott, Julian C. Bunetta, Niall James Horan, Zain Javadd Malik, Liam James Payne, Harry Edward Styles, Louis William Tomlinson | –                         |
| 7. November 2013 – 20. November 2013 2 Wochen | 2                                    | Eminem feat. Rihanna                 | The Monster Marshall B. Mathers, Bryan G. Fryzel, Aaron L. Kleinstub, Robyn R. Fenty, Jonathan David Bellion, Bleta Rexha, Maki Athanasiou                             | –                         |
| 21. November 2013 – 18. Dezember 2013 4 Wochen | 4                                    | Lily Allen                           | Somewhere Only We Know Timothy James Rice Oxley, Tom Chaplin, Richard David Hughes                                                                                     | –                         |
| 19. Dezember 2013 – 1. Januar 2014 2 Wochen | 2                                    | Sam Bailey                           | Skyscraper Toby Gad, Lindy Robbins, Kerli Kõiv | –                         |

## Alben
| ← 2012 ← | Liste der Nummer-eins-Hits in Irland | Liste der Nummer-eins-Hits in Irland | Liste der Nummer-eins-Hits in Irland | 2014 →                    |
| \| Zeitraum \| Wo. ges. \| Interpret \| Titel \| Zusätzliche Informationen \| \| (Zeitraum, Wochen auf Platz eins, Interpret, Titel, zusätzliche Informationen) \| \| \| \| \| \| ------------------------------------------------------------------------------ \| -------- \| ----------------------- \| ------------------------- \| ------------------------- \| \| 27. Dezember 2012 – 2. Januar 2013 1 Woche \| 1 \| Rihanna \| Unapologetic \| – \| \| 3. Januar 2013 – 16. Januar 2013 2 Wochen (insgesamt 4) \| 4 \| Ed Sheeran \| + \| – \| \| 17. Januar 2013 – 23. Januar 2013 1 Woche \| 1 \| Villagers \| {Awayland} \| – \| \| 24. Januar 2013 – 6. Februar 2013 2 Wochen \| 2 \| (Soundtrack) \| Les Misérables \| – \| \| 7. Februar 2013 – 13. März 2013 5 Wochen \| 5 \| Emeli Sandé \| Our Version of Events \| – \| \| 14. März 2013 – 20. März 2013 1 Woche \| 1 \| David Bowie \| The Next Day \| – \| \| 21. März 2013 – 3. April 2013 2 Wochen \| 2 \| Justin Timberlake \| The 20/20 Experience \| – \| \| 4. April 2013 – 10. April 2013 1 Woche \| 1 \| Bressie \| Rage and Romance \| – \| \| 11. April 2013 – 17. April 2013 1 Woche \| 1 \| Paramore \| Paramore \| – \| \| 18. April 2013 – 15. Mai 2013 4 Wochen (insgesamt 6) \| 6 \| Michael Bublé \| To Be Loved \| – \| \| 16. Mai 2013 – 22. Mai 2013 1 Woche \| 1 \| Little Green Cars \| Absolute Zero \| – \| \| 23. Mai 2013 – 5. Juni 2013 2 Wochen (insgesamt 3) \| 3 \| Daft Punk \| Random Access Memories \| – \| \| 6. Juni 2013 – 12. Juni 2013 1 Woche \| 1 \| Queens of the Stone Age \| … Like Clockwork \| – \| \| 13. Juni 2013 – 19. Juni 2013 1 Woche (insgesamt 3) \| 3 \| Daft Punk \| Random Access Memories \| – \| \| 20. Juni 2013 – 3. Juli 2013 2 Wochen (insgesamt 8) \| 8 \| Kodaline \| In a Perfect World \| – \| \| 4. Juli 2013 – 10. Juli 2013 1 Woche \| 1 \| Bell X1 \| Chop Chop \| – \| \| 11. Juli 2013 – 17. Juli 2013 1 Woche (insgesamt 8) \| 8 \| Kodaline \| In a Perfect World \| – \| \| 18. Juli 2013 – 31. Juli 2013 2 Wochen (insgesamt 6) \| 6 \| Michael Bublé \| To Be Loved \| – \| \| 1. August 2013 – 21. August 2013 3 Wochen (insgesamt 8) \| 8 \| Kodaline \| In a Perfect World \| – \| \| 22. August 2013 – 28. August 2013 1 Woche \| 1 \| Nathan Carter \| Where I Wanna Be \| – \| \| 29. August 2013 – 4. September 2013 1 Woche \| 1 \| Avenged Sevenfold \| Hail to the King \| – \| \| 5. September 2013 – 11. September 2013 1 Woche (insgesamt 8) \| 8 \| Kodaline \| In a Perfect World \| – \| \| 12. September 2013 – 25. September 2013 2 Wochen \| 2 \| Arctic Monkeys \| AM \| – \| \| 26. September 2013 – 9. Oktober 2013 2 Wochen \| 2 \| Kings of Leon \| Mechanical Bull \| – \| \| 10. Oktober 2013 – 16. Oktober 2013 1 Woche \| 1 \| Miley Cyrus \| Bangerz \| – \| \| 17. Oktober 2013 – 23. Oktober 2013 1 Woche \| 1 \| Pearl Jam \| Lightning Bolt \| – \| \| 24. Oktober 2013 – 30. Oktober 2013 1 Woche \| 1 \| Katy Perry \| Prism \| – \| \| 31. Oktober 2013 – 6. November 2013 1 Woche \| 1 \| Arcade Fire \| Reflektor \| – \| \| 7. November 2013 – 27. November 2013 3 Wochen \| 3 \| Eminem \| The Marshall Mathers LP 2 \| – \| \| 28. November 2013 – 1. Januar 2014 5 Wochen \| 5 \| One Direction \| Midnight Memories \| – \| |                                      |                                      |                                      |                           |
| ← 2012 |                                      |                                      |                                      | → 2014 →                  |
| Zeitraum | Wo. ges.                             | Interpret                            | Titel                                | Zusätzliche Informationen |
| (Zeitraum, Wochen auf Platz eins, Interpret, Titel, zusätzliche Informationen) |                                      |                                      |                                      |                           |
| 27. Dezember 2012 – 2. Januar 2013 1 Woche | 1                                    | Rihanna                              | Unapologetic                         | –                         |
| 3. Januar 2013 – 16. Januar 2013 2 Wochen (insgesamt 4) | 4                                    | Ed Sheeran                           | +                                    | –                         |
| 17. Januar 2013 – 23. Januar 2013 1 Woche | 1                                    | Villagers                            | {Awayland}                           | –                         |
| 24. Januar 2013 – 6. Februar 2013 2 Wochen | 2                                    | (Soundtrack)                         | Les Misérables                       | –                         |
| 7. Februar 2013 – 13. März 2013 5 Wochen | 5                                    | Emeli Sandé                          | Our Version of Events                | –                         |
| 14. März 2013 – 20. März 2013 1 Woche | 1                                    | David Bowie                          | The Next Day                         | –                         |
| 21. März 2013 – 3. April 2013 2 Wochen | 2                                    | Justin Timberlake                    | The 20/20 Experience                 | –                         |
| 4. April 2013 – 10. April 2013 1 Woche | 1                                    | Bressie                              | Rage and Romance                     | –                         |
| 11. April 2013 – 17. April 2013 1 Woche | 1                                    | Paramore                             | Paramore                             | –                         |
| 18. April 2013 – 15. Mai 2013 4 Wochen (insgesamt 6) | 6                                    | Michael Bublé                        | To Be Loved                          | –                         |
| 16. Mai 2013 – 22. Mai 2013 1 Woche | 1                                    | Little Green Cars                    | Absolute Zero                        | –                         |
| 23. Mai 2013 – 5. Juni 2013 2 Wochen (insgesamt 3) | 3                                    | Daft Punk                            | Random Access Memories               | –                         |
| 6. Juni 2013 – 12. Juni 2013 1 Woche | 1                                    | Queens of the Stone Age              | … Like Clockwork                     | –                         |
| 13. Juni 2013 – 19. Juni 2013 1 Woche (insgesamt 3) | 3                                    | Daft Punk                            | Random Access Memories               | –                         |
| 20. Juni 2013 – 3. Juli 2013 2 Wochen (insgesamt 8) | 8                                    | Kodaline                             | In a Perfect World                   | –                         |
| 4. Juli 2013 – 10. Juli 2013 1 Woche | 1                                    | Bell X1                              | Chop Chop                            | –                         |
| 11. Juli 2013 – 17. Juli 2013 1 Woche (insgesamt 8) | 8                                    | Kodaline                             | In a Perfect World                   | –                         |
| 18. Juli 2013 – 31. Juli 2013 2 Wochen (insgesamt 6) | 6                                    | Michael Bublé                        | To Be Loved                          | –                         |
| 1. August 2013 – 21. August 2013 3 Wochen (insgesamt 8) | 8                                    | Kodaline                             | In a Perfect World                   | –                         |
| 22. August 2013 – 28. August 2013 1 Woche | 1                                    | Nathan Carter                        | Where I Wanna Be                     | –                         |
| 29. August 2013 – 4. September 2013 1 Woche | 1                                    | Avenged Sevenfold                    | Hail to the King                     | –                         |
| 5. September 2013 – 11. September 2013 1 Woche (insgesamt 8) | 8                                    | Kodaline                             | In a Perfect World                   | –                         |
| 12. September 2013 – 25. September 2013 2 Wochen | 2                                    | Arctic Monkeys                       | AM                                   | –                         |
| 26. September 2013 – 9. Oktober 2013 2 Wochen | 2                                    | Kings of Leon                        | Mechanical Bull                      | –                         |
| 10. Oktober 2013 – 16. Oktober 2013 1 Woche | 1                                    | Miley Cyrus                          | Bangerz                              | –                         |
| 17. Oktober 2013 – 23. Oktober 2013 1 Woche | 1                                    | Pearl Jam                            | Lightning Bolt                       | –                         |
| 24. Oktober 2013 – 30. Oktober 2013 1 Woche | 1                                    | Katy Perry                           | Prism                                | –                         |
| 31. Oktober 2013 – 6. November 2013 1 Woche | 1                                    | Arcade Fire                          | Reflektor                            | –                         |
| 7. November 2013 – 27. November 2013 3 Wochen | 3                                    | Eminem                               | The Marshall Mathers LP 2            | –                         |
| 28. November 2013 – 1. Januar 2014 5 Wochen | 5                                    | One Direction                        | Midnight Memories                    | –                         |